# 一番偉い人へ
「一番偉い人へ」（いちばんえらいひとへ）は、1992年9月3日にポニーキャニオンから発売されたとんねるず19枚目のシングル。規格品番：PCDA-00355。　

## 概要
フジテレビ系『とんねるずのみなさんのおかげです』エンディングテーマ。「情けねえ」に続くメッセージソング。ジャケット写真は東京駅で撮影された。
作品のクレジットはTUNNELS名義。前作「ガラガラヘビがやってくる」に続きオリコンチャート1位を獲得した。

## 収録曲
全曲 作詞：秋元康／作曲・編曲：後藤次利
1. 一番偉い人へ
コーラスアレンジ：高尾直樹
2. どん底
コーラスアレンジ：曳田修、鈴木弘明
3. 一番偉い人へ（オリジナル・カラオケ）
4. どん底（オリジナル・カラオケ）

## カバー
「どん底」 - アラン・タム&アンガス・トン（中国語: 童安格） - 1995年のアルバム『伴我飛翔』に収録。歌詞は広東語・北京語でタイトルは「你我之間」。